# Ambrosía (híade)

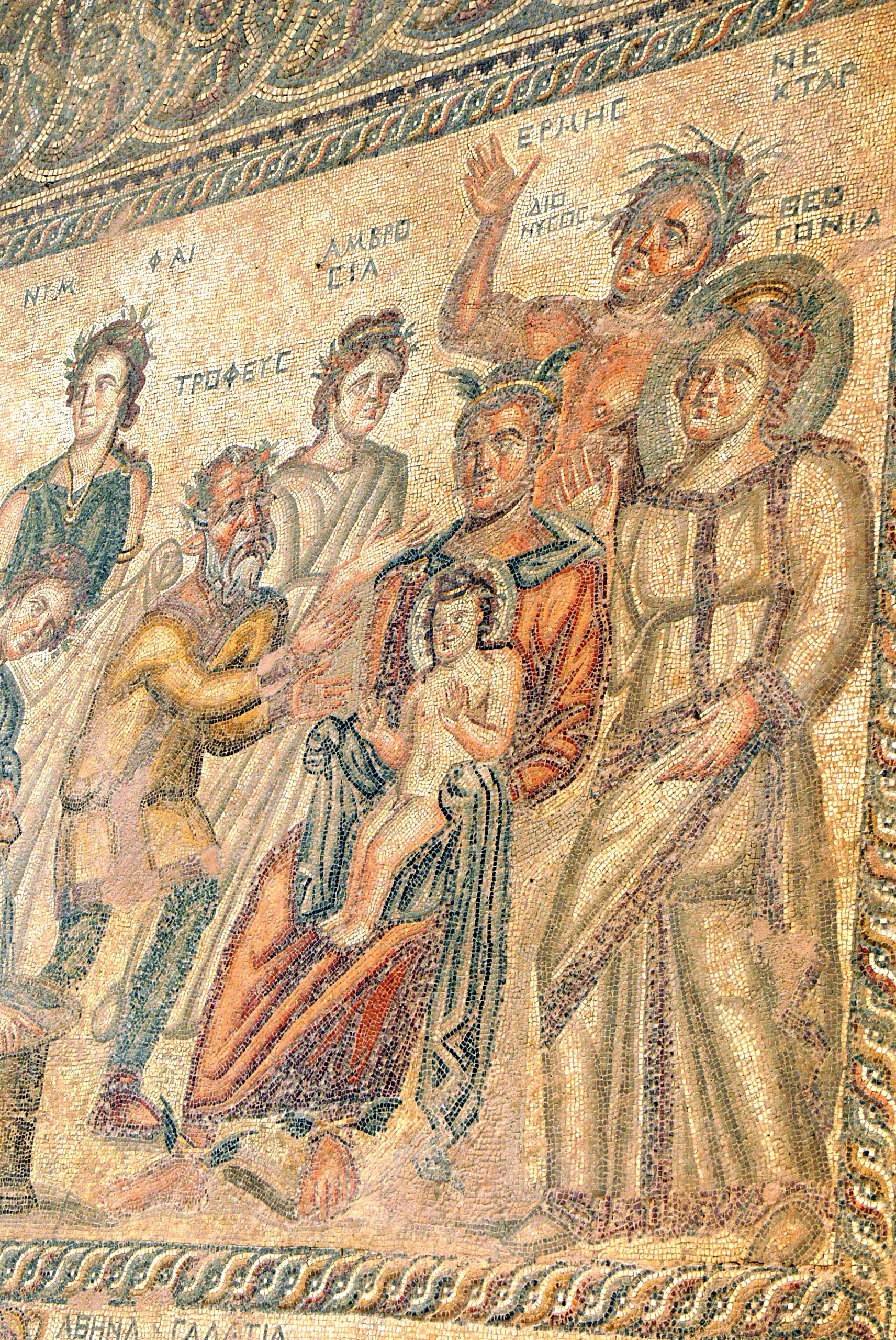
Dioniso, al nacer, es entregado a Ambrosia (mosaico de la casa de Aion, en Pafos)

En la mitología griega, Ambrosía o Ambrosia es el nombre de una de las híades, nodrizas de Zeus y después de Dioniso. Su padre es Océano o Atlas y su madre Pléyone o Etra.
Las Híades, de las que forma parte Ambrosía, fueron consideradas ninfas en Dodona. Después de su nacimiento, Dioniso (futuro dios del vino) fue confiado a Ambrosía y a sus hermanas.
Más tarde, fue perseguida por Licurgo, quien había asaltado a Dioniso cuando este era aún un niño, mientras estaba escoltado por las Híades en sus tierras del monte Nisa, forzando al grupo a huir y matando a varias de ellas. Ambrosía, sin embargo, pidió ayuda a la madre Tierra, por lo que se la tragó la tierra y se transformó en una cepa de vid, aprisionando al homicida en sus ramas.
Según otra versión, Ambrosía era una de las doce hijas de Atlas y Pléyone, y una de las cinco hermanas Híades (en latín, Súculas), que a la muerte de su único hermano, Hiante (matado por un león o un jabalí), lloraban tanto que se transformaron (o fueron transformadas por los dioses conmovidos) en estrellas y colocadas en la constelación de Tauro. Su hermano Hiante se transformó en la constelación de Acuario.